# Розенбах, Павел Яковлевич
Па́вел (Самуил) Я́ковлевич Розенба́х (1858—1918) — русский психиатр. Действительный статский советник.

## Биография
Родился Кёнигсберге, но образование получил в России, окончив с золотой медалью 6-ю Санкт-Петербургскую гимназию (1876) и Императорскую военно-медицинскую академию (1881).
Начал службу 5 декабря 1881 года. В 1883 году защитил диссертацию на степень доктора медицины, 3 декабря получил классный чин и отправился за границу, где занимался под руководством Дюбуа-Реймона, Вестфаля, Менделя, Шарко, Маньяна и др. Проходил ординатуру в клинике профессора И. П. Мержеевского.
С 1885 года Розенбах занимал штатную должность при клинике нервных и душевных болезней Военно-медицинской академии, где в качестве приват-доцента читал курсы нервных и душевных болезней. Был также профессором Психоневрологического института и приват-доцентом Петербургского университета.
С 1904 года заведовал отделением для душевнобольных при Николаевском военном госпитале в Санкт-Петербурге; 10 февраля 1908 года был произведён в действительные статские советники.
Состоял товарищем председателя Общества психиатров. Участвовал в издании «Реальной энциклопедии медицинских наук» и «Энциклопедического словаря Брокгауза и Ефрона», для которых написал ряд статей по психиатрии.
Был награждён орденами Св. Станислава 2-й ст. (1898), Св. Анны 2-й ст. (1901), Св. Владимира 4-й ст. (1912).
Поздно вечером 15 января 1918 года, возвращаясь домой, в районе Шереметьевского дворца в Петрограде П. Я. Розенбах был смертельно ранен при попытке ограбления; скончался на следующий день. Похоронен на кладбище Новодевичьего монастыря в Петрограде. В том же году, 9 октября, в возрасте 59 лет умерла от миокардита его супруга Варвара Иосифовна и была похоронена там же.

## Комментарии
1. ↑  Венчание статского советника Павла Яковлевича Розенбаха и вдовы полковника Варвары Иосифовны Сахаровой состоялось 24 июля 1896 года в церкви Св. праведных Захария и Елизаветы Кавалергардского полка. Днём ранее Самуил Розенбах был там же крещён по православному обряду с именем Павел — см.   ЦГИА СПб. Ф. 19. Оп. 128. Д. 387. Л. 62, 89.